# Flora z Amberu
Flora či Florimel byla jedním z princezen ve fiktivním světě Amber. Při sporech amberských princů o nástupnictví po králi Oberonovi, byla spojencem Erika. Měla za úkol hlídat Corwina v jeho vyhnanství na Zemi. Poté, co se Corwin uzdravil a chtěl se zmocnit trůnu, pomohla mu uniknout ze stínu Země zpět na Amber.

## Životopis
Flora byla dcerou Oberona a některé pozdější manželky. Její barvou byla zelená.